# الیچائونگ
الیچائونگ (به لاتین: Alechaung) یک منطقهٔ مسکونی در میانمار است که در ناحیه ماگوای واقع شده‌است.

## خصوصیات
الیچائونگ ۸۹ متر بالاتر از سطح دریا واقع شده‌است.